# 邺都之乱
邺都之乱，又稱鄴都之變。是五代十国后唐莊宗时，由魏博軍的一個士兵皇甫暉發動的兵變，莊宗義兄李嗣源奉命前去平亂，卻被叛軍劫持而一起叛變，莊宗的近臣郭从谦乘機發動了興教門之變，莊宗被杀，李嗣源入京称帝，是为唐明宗。

## 起因
后唐莊宗于同光元年（923年）称帝，同年灭后梁，自称中原正统，两年后派嫡皇子魏王李继岌、侍中郭崇韬率大军灭前蜀。末年，沉迷于酒色，恣意暴敛。吴国谋臣严可求、南平谋臣梁震都预言他有亡国之象。
庄宗喜好唱戏，封一些伶人为官，即所谓伶官。郭崇韬与降唐名臣朱友谦都有庄宗所赐铁券，但同光四年（926年），不滿郭崇韬的刘皇后和伶官、宦官等即构陷郭崇韬，并密令魏王李继岌杀之，朱友谦亦遭族灭；庄宗親弟李存乂是郭崇韬女婿，因他为郭崇韬叫屈，亦被害於自宅，使得功臣宿将人人自危。
二月，魏博指挥使杨仁晸所部戍守瓦桥关的士兵满期回镇，行至贝州（今河北省南宫市东南），朝廷因魏博军府邺都（今河北省大名县东南）空虚，担心士兵生变，敕他们就地屯扎。
当时，庄宗虽认可刘皇后、李继岌所为并杀死郭崇韬诸子，但天下人并不知道郭崇韬之罪，谣传郭崇韬是因杀死李继岌，在蜀地自立为王，才被灭族的。鄴都监军史彦琼奉密敕出城去杀朱友谦之子澶州刺史朱建徽，但门人不知道史彦琼出城的意图，谣传为刘皇后因李继岌被害而弑君，才召史彦琼议事。
杨仁晸部兵皇甫晖夜间赌博失利，便趁人心不安作乱，劫持杨仁晸为首，说：“主上有天下是我们魏博军的功劳，魏博军征战十多年，如今天下已定，天子不念旧劳，反而愈來愈猜忌我们了。我们远戍一年多，离家咫尺，却不让我们相见。现在听闻皇后弑逆，京师已乱，将士愿与公俱归，表闻朝廷。即使天子安泰，兴兵征讨，以我魏博兵力也足以拒之，怎知不是图富贵的资本？”杨仁晸不从，曰：“您各位這樣算計也太過分了罷！現在英明的君主在朝廷之上，天下像是一家，主上的精甲銳兵，不下數十萬，各位也都有家屬，怎麼會講出這麼不祥的話？”皇甫晖杀之，又推一個裨將为首，裨將不从，也被杀。效节指挥使赵在礼闻变，不及穿衣，跳墙而走，被皇甫晖追上拽住脚拽下来，皇甫晖把他斬殺的兩個首级拿給赵在礼看，赵在礼於是乖乖擔任叛軍首領。
叛军先焚掠贝州，再剽掠临清、永济、馆陶。贝州有人报信叛军要犯邺都，都巡检使孙鐸等请求史彦琼做好武备。但史彦琼却怀疑孙铎等有异心，称按信息叛军现在到临清，还要六天才能到邺都，只肯严兵守城，不听孙铎的伏兵迎战之策。当夜，叛军就攻北门，史彦琼所部惊溃，史彦琼单骑奔洛阳。叛军攻入邺都，孙铎戰鬥不利而逃走。赵在礼据宫城，署皇甫晖及军校赵进为马步都指挥使，纵兵大掠。
邺都留守王正言无奈，只得率僚佐出迎，於是众人立赵在礼为魏博留后。太原尹北京留守张宪的家属在魏州，赵在礼善待他们，并派使者带信策反张宪，张宪斩杀使者，把书信给庄宗。

## 经过

### 元行钦平叛不利
枢密使马绍宏推荐泰宁节度使段凝讨伐，但段凝身为后梁旧将，选择很多与自己关系好的后梁旧部从征，遂被唐庄宗罢免，唐庄宗本來想御駕親征，但當時剛發生唐庄宗部下的士兵王溫兵變，雖然很快就被平定，但庄宗餘悸猶存。在刘皇后推荐下，唐莊宗派归德节度使元行钦（又名李绍荣）率三千骑前去招抚，并授权其征发诸道兵马以备叛军不服。
这时，随魏王李继岌班师的灭蜀功臣康延孝及所部的朱友谦旧部也因郭崇韬、朱友谦之死而自危，康延孝遂作乱。邢州也发生赵太兵变，庄宗命武宁军节度使霍彦威讨伐。
元行钦攻邺都南门，以敕书诏谕，赵在礼也以羊酒犒师，表态将士们兵变是因为思归，希望元行钦转达，一旦免死，肯定自新。但監軍史彦琼却大骂要破城将叛军碎尸万段，皇甫晖遂对叛军说不会得到宽恕，遂毁敕书，不降。庄宗闻讯大怒，下令破城后屠城，发大军讨之。元行钦退屯澶州。
这时从马直军士王温等五人杀军使作乱，被擒杀。从马直指挥使郭从谦本是伶人，后来通过军功入仕，成为庄宗宠臣，以郭崇韬为叔父，李存乂为义父，也曾哭着说郭崇韬冤情，于是庄宗对其戏称“你背叛我而亲附郭崇韬、李存乂，又教唆王温造反，想干什么？”郭从谦害怕，于是对将校们诈称“主上因为王温的事，等邺都平定了，坑杀你们。”使得亲军军心不安。此事也成为后来邺都城下从马直军士兵变和兴教门之变的伏笔。
庄宗的弟弟们虽然领节度使，却并不就任。这时庄宗才命弟弟护国节度使永王李存霸就任。元行钦也会合诸镇兵马后返回攻邺都城南，分诸镇兵为五道，毁百姓车轮、门扉、屋椽为筏，渡长庆河攻冠氏门。邺都叛军知道自己不会被赦免，坚守不降。其间虽有裨将杨重霸率数百人登城，也因没有后继而全部战死。
此时邢州兵变未平，沧州等河朔州县也相继兵变。见元行钦无功，唐庄宗想亲征邺都，宰相、枢密使认为皇帝不可轻易离京，而当时在京养老的成德军节度使兼中书令李嗣源最为勋旧，可委以此任。庄宗虽然猜忌李嗣源，但无人可用，在忠武军节度使尚书令张全义及马绍宏进言下只好派李嗣源率亲军进讨。

### 李嗣源被逼反
三月，霍彦威平定邢州兵变，也引兵前去邺都，在西北列营，在城下杀死邢州兵变首领赵太等，以为威慑。李嗣源兵到后，列营于城西南，下令军士次早攻城。元行钦来军中谒见，连声误呼万岁，李嗣源惊骇，阻止之。不料当夜，李嗣源部下从马直军士张破败等哗变，杀死都将，李嗣源率亲军战不利，张破败遂劫持李嗣源，提出和邺都叛军合兵，击退讨伐诸军，立李嗣源为河北之帝。李嗣源哭着不从，想独身回京，但在乱军所迫下只得答应，于是乱军拥戴李嗣源、霍彦威等入城。但邺都叛军并不接纳城外的乱军，皇甫晖斩杀张破败，城外乱军溃散。李嗣源又被邺都叛军劫持，却以收揽外兵为名与霍彦威等脱身。
这时，康延孝之乱也被平定。但此乱拖延了李继岌归期，使其未能如期班师。
李嗣源被劫持时，元行钦率万余人在邺都城南列营，李嗣源派牙将张虔钊、高行周等七人相继向元行钦溝通，希望元行钦與他一同殺入邺都，平定叛军。元行钦却怀疑李嗣源使诈，扣住使者们，不回应；看到李嗣源入城了，就引兵离去。
李嗣源、霍彦威到魏州，不到一百人，也没有兵器。但霍彦威率领的成德军五千人没有溃散，闻讯前来歸順，李嗣源哭着说要回到成德，上表待罪听候发落。霍彦威和中门使安重诲却反对，预言到元行钦必然陷害李嗣源，不可让元行钦的谗言得逞，说服李嗣源面圣解释。于是李嗣源到相州，遇到马坊使康福，得马二千匹，有了自己的军队。
参与平討邺都之乱的平卢节度使符习在李嗣源军兵变溃散后回到藩镇，却被监军使杨希望攻打，不得还。
在诸藩镇为监军的庄宗內侍宦官們，平日仗着得宠与节度使争权，这时节度使多趁邺都有乱而杀之，如安义节度使孔勍诱杀监军杨继源；武宁监军认为霍彦威跟随李嗣源造反，要杀霍彦威的家属，權知兵馬留後事淳于晏抢先率诸将杀了监军。
当时军粮不继，民不聊生。张全义因李嗣源入邺都，憂懼不食而死。军心更乱。宰相害怕，率百官上表建议以内库犒军，庄宗本欲答应，刘皇后却自以为有天命护佑，不从，甚至拿着妆具、三个银盆、领着三位年幼皇子对宰相们说：“宫中积蓄只剩这些，卖了犒军吧！”把宰相給嚇跑了。
元行欽退保卫州，奏称李嗣源已與叛軍合流；李嗣源一天数次上奏澄清，莊宗見奏後大聲地說：「吾知紹榮（元行欽）妄矣。」於是莊宗派李嗣源的兒子金枪指挥使李從審去跟李嗣源談判，希望李嗣源不要再有遲疑、全心相信朝廷，李從審卻在卫州被元行欽所捉，元行欽欲殺李從審，李從審大喊：「我的父親被亂軍挾持，公要我向父親說明，又不讓我去見父親，不如讓我留在殿前保護皇帝，以示忠心。」元行欽將他放回，莊宗非常同情李從審，於是將李從審收為養子，赐名李继璟，希望元行欽不再刁難。
同時李嗣源不斷上奏，但是都被元行欽給攔下，唐莊宗的詔書也沒有送到李嗣源手上，這都讓唐莊宗與李嗣源雙方深深地懷疑彼此，此時突骑都指挥使康義誠與李嗣源女婿石敬瑭在一旁慫恿李嗣源。石敬瑭說：「哪有主將在外領兵，軍隊兵變，主將卻安然無事的道理？猶豫不決實是兵家大忌！不如趁勢迅速南下。我願領騎兵先取下汴州，這是得天下的要害之處。得之則大事可成。」康義誠又說：「皇上沒有德政，底下的將士憤恨，公要是順從大家的意願才能活下來，如果要堅守節操，就是只有一死了。」李嗣源無可奈何，只好與亂軍合流，率兵造反，发檄文召当时屯瓦桥的齐州防御使杜晏球、段凝、贝州刺史房知温和屯奉化军的北京（晋阳）右厢马军都指挥使安审通。李嗣源部虞候将王建立杀成德监军，保全了李嗣源家属。李嗣源养子李从珂也从横水率本部由盂县前往成德军，会合王建立，前去与李嗣源合兵。曾随元行钦平叛充行营寨主陶玘也率所部归顺李嗣源。李嗣源想从白皋渡黄河以避开卫州的元行钦，分三百骑派石敬瑭为前驱，李从珂殿后，取山东上供绢数船犒军，军势大盛。渡船很少，忽然有木筏数只顺流漂到，李嗣源遂渡河。李嗣源从子李从璋引军南下经过邢州，被奉为留后。
虽然庄宗和枢密宣徽使及供奉内使景进等都出钱犒軍，但军士们因妻儿多已饿死，得到赏赐后不但不感激，反而诟骂。元行钦回洛阳，报称邺都叛军翟建已据博州，要袭汴州，说服庄宗亲征。庄宗本答应保全前蜀亡国之君王衍等富贵，此时景进等担心王衍生变，说服庄宗传旨将王衍一行一千余人杀死（但枢密使张居翰私自改动诏书，使除王衍一家外的千余人幸免于难）。
莊宗亲征途中，身边亲附李嗣源的人都逃走了。有人劝李继璟也脱身，李继璟却无意。庄宗聽聞李嗣源已經攻向汴京，他仍然抱著一絲希望，再度屡次派遣李继璟去找他父親談判，李继璟不願，表示願死於殿前，以明忠心。庄宗得知李嗣源在黎阳，强行派李继璟前去通问，李继璟却路遇元行钦而被杀。

### 汴州失守
李嗣源渡河，到滑州，与符习、安审通会于胙城。知汴州孔循同时派使者与庄宗和李嗣源通信，说谁先到汴州，汴州就是谁的。石敬瑭派裨将李琼以劲兵突入封丘门，石敬瑭后继，从汴州西门入城占领。奉李存勖命守城的骑将曹州刺史西方鄴率麾下五百骑出迎庄宗，见于汜水，庄宗以他为先锋。在石敬瑭催促下，李嗣源进入汴州。而庄宗则因龙骧指挥使姚彦温是汴州人，命其率三千骑为前军抢夺汴州。姚彦温却率部下八百骑投降李嗣源。指挥使潘瑰守王村寨，有很多粮食，也因李嗣源所召而前往汴州。
这时，李嗣源仍然對士兵說：「主上未諒吾心，遂致軍情至此，宜速赴京師。」庄宗到万胜镇，得知汴州已失，沮丧，登高叹道：“我不济了！”班师经过汜水时，最初的二万五千军已走失万余人，又留秦州都指挥使张唐以步骑三千守关。庄宗又行过罂子谷，抚慰军士，许以厚赏，军士们却说赏赐迟了，人们不会感恩，庄宗只能哭。内库使张容哥因刘皇后吝惜财物，不能赏赐军士，被逼自杀。庄宗摆酒哭泣，元行钦等诸将百余人断发明志，哭着誓死效忠。庄宗回到洛阳。李嗣源命石敬瑭率前军前去汜水收抚散兵，李嗣源亲自随后；杜晏球、房知温前来与李嗣源会师。莊宗在宰相、枢密使进言下，決心與李嗣源於洛陽決戰，親自領兵，固守洛陽，等候李继岌大军班师，并亲自出上东门阅骑兵。
四月，庄宗改以李存霸为北都留守，皇弟申王李存渥为河中节度使。

### 兴教门之变
当月，郭从谦作乱。他不知李存乂已死，想拥立李存乂为主，于是攻打興教門。庄宗正在用餐，率近卫军将乱兵逐出，并派宦官急召率骑兵在外的蕃汉马步使朱守殷，但朱守殷见危不救。乱兵火烧兴教门，攻入，庄宗身边近臣宿将多逃遁，仅剩散员都指挥使符彥卿及宿卫军校何福进、王全斌等十馀人仍然力战。不久庄宗被流箭射中，王全斌將其扶至絳霄殿，渴懑求飲，刘皇后不願意見庄宗，只派宦官進奉酪漿，莊宗喝完一杯，隨即傷重駕崩。符彦卿、王全斌等大慟而去。一名伶人撿拾了丟棄的樂器放在莊宗遺體上，點火焚屍。史稱興教門之變。
而刘皇后、李存渥则在元行钦护送下引七百骑焚喜庆殿从师子门出走；皇弟通王李存确、雅王李存纪奔南山。宫人多逃散，朱守殷入宫选宫人三十馀人，命他们自取乐器珍玩，供自己家收藏。诸军大掠都城。

## 结果
兴教门之变当日，李嗣源至罌子谷，聽聞唐莊宗已遇害，大哭不已。朱守殷也写信请李嗣源来救洛阳。隨後李嗣源入洛阳，葬莊宗屍骨于雍陵，命朱守殷等候李继岌大军，并拒绝马绍宏、张居翰、宰相豆卢革、韦说、朱守殷、符习、霍彦威、杜晏球、房知温等人劝进，仍表态自己并无他心，事后归藩。
元行钦想投奔李存霸，身边士兵散去，被抓，打断腿擒送洛阳。李存霸也率一千人弃河中奔晋阳。李继岌闻变，想占据凤翔。
李嗣源答应称监国，命寻找庄宗的弟弟迎回宫中，但新掌权的安重诲、霍彦威预料李嗣源将会称帝，也知道李嗣源不忍加害庄宗的弟弟，为了巩固李嗣源未来的帝位而私自将藏匿民间的李存确、李存纪杀死。李存渥和刘皇后投北都巡检符彦超，不被接纳，李存渥逃到凤谷，被部下所杀。第二天李存霸也投晋阳，身边士兵已经逃完，李存霸削发穿僧服请求为僧，求符彦超庇护，张宪也不忍杀害庄宗的弟弟，但符彦超所部军士却不听符彦超节制，驱逐张宪，杀了李存霸。刘皇后在晋阳剃髮为尼，李嗣源派人杀之。庄宗另有两弟，薛王李存礼不知所踪，仅邕王李存美患半身不遂，免于被杀，居晋阳。
元行欽被送到洛阳，李嗣源想起無辜被害死的兒子，氣得對元行欽大罵：「我兒子有甚麼對不起你的地方嗎？」元行欽回嘴：「那先皇帝又有對不起你的地方？」李嗣源大怒，把元行欽棄市，并杀租庸使孔谦，以弃城为由赐死张宪。
李嗣源又派石敬瑭为陕州留后，李从珂为河中留后，王思同为同州匡国军留后，以防李继岌大军生变。又因认为庄宗因寵信宦官而亡国，命藩镇杀死各监军的宦官。李继岌改变主意向东进军前往洛阳，但权西京留守张篯拆毁渭水浮桥以阻之，李继岌左右开始逃散，李继岌见大势已去，自杀，工部尚书任圜率军二万六千人归顺了李嗣源。
之後李嗣源否决了霍彦威、孔循等人另建国号的提议，在庄宗灵柩前称帝，以示自己是合法继承兄弟的帝位，是为唐明宗。因郭从谦是弑庄宗者，明宗先假意任他为景州刺史，再杀之，并灭族。
严可求、梁震也因成功预言庄宗败亡而愈发得到各自君王的器重。
时任西川节度使孟知祥为庄宗姐夫，不久后即联合东川节度使董璋据蜀自立，后又消灭董璋，自建后蜀，重新脱离中原统治。庄宗年幼诸子因避乱，剃髮出家，后来投奔蜀地，亦得到孟知祥的收留和善待。

## 参战人员
| - 效节指挥使赵在礼 - 士兵皇甫晖 - 军校赵进 - 翟建 | - 庄宗李存勖 † - 归德节度使元行钦 - 行营寨主陶玘 - 裨将杨重霸 † - 魏博指挥使杨仁晸 † - 邺都留守王正言 - 都巡检使孙铎 - 监军武德使史彦琼 - 从马直指挥使郭从谦 - 护国节度使→太原留守李存霸（被杀） - 成德军节度使李嗣源 - 从马直军士张破败 † - 牙将张虔钊 - 牙将高行周 - 中门使安重诲 - 突骑都指挥使康义诚 - 左射军统领石敬瑭 - 裨将李琼 - 虞候将王建立 - 突骑指挥使李从珂 - 李从璋 - 武宁军节度使霍彦威 - 权知武宁军留后淳于晏 - 马坊使康福 - 平卢节度使符习 - 金枪指挥使李从审 - 齐州防御使杜晏球 - 泰宁军节度使段凝 - 贝州刺史房知温 - 北京右厢马军都指挥使安审通 - 知汴州孔循 - 骑将西方邺 - 指挥使潘瑰 - 龙骧指挥使姚彦温 - 秦州都指挥使张唐 - 护国节度使李存渥（被杀） - 蕃汉马步使朱守殷 - 散员都指挥使符彦卿 - 宿卫军校何福进 - 宿卫军校王全斌 - 太原尹北京留守张宪 - 北都巡检符彦超 - 北京副留守、北都指挥使李从温 |